# Sirusho
Siranush Hrachyayi Harutyunyan (în armeană Սիրանուշ Հրաչյայի Հարությունյան; n. 7 ianuarie 1987, Erevan, Republica Sovietică Socialistă Armeană, URSS), cunoscută sub numele de scenă Sirusho (în armeană Սիրուշո), este o cântăreață și cantautoare armeană.